# Sima Yong
Sima Yong († 307) war ein chinesischer Prinz der Jin-Dynastie und kurzzeitig Regent für Kaiser Hui. Weiterhin war er Prinz von Hejian.

## Leben
Zu Beginn des 4. Jahrhunderts bestanden in China Thronstreitigkeiten zwischen verschiedenen Angehörigen der regierenden Familie, der Sima. Diese Konflikte sind aufgrund ihrer Beteiligten heutzutage als der Krieg der Acht Prinzen bekannt. Sima Yong war über seinen Großvater ein Angehöriger der Sima und mit Sima Yi verwandt. Als während der Kämpfe 304 ein Machtvakuum in der Hauptstadt Luoyang entstand, schickte Sima Yong eine Streitmacht von 20.000 Mann unter dem Kommando von Zhang Fang, um diese einzunehmen, was auch gelang. Bereits 305 rebellierte Sima Yue, ein anderer Prinz, gegen seine Regentschaft. Weite Teile der Provinz Guanzhong, mit Ausnahme von Chang’an, unterwarfen sich Sima Yue bis 306. Dieser ernannte sich daraufhin zum taifu und damit faktischem Regenten des Landes. Sima Yong und seine Söhne wurden wenig später, wahrscheinlich zwischen dem 8. Januar und dem 19. Februar 307, durch einen Hinterhalt Sima Yues getötet, was den Krieg der acht Prinzen beendete.